# 稻毛海岸車站

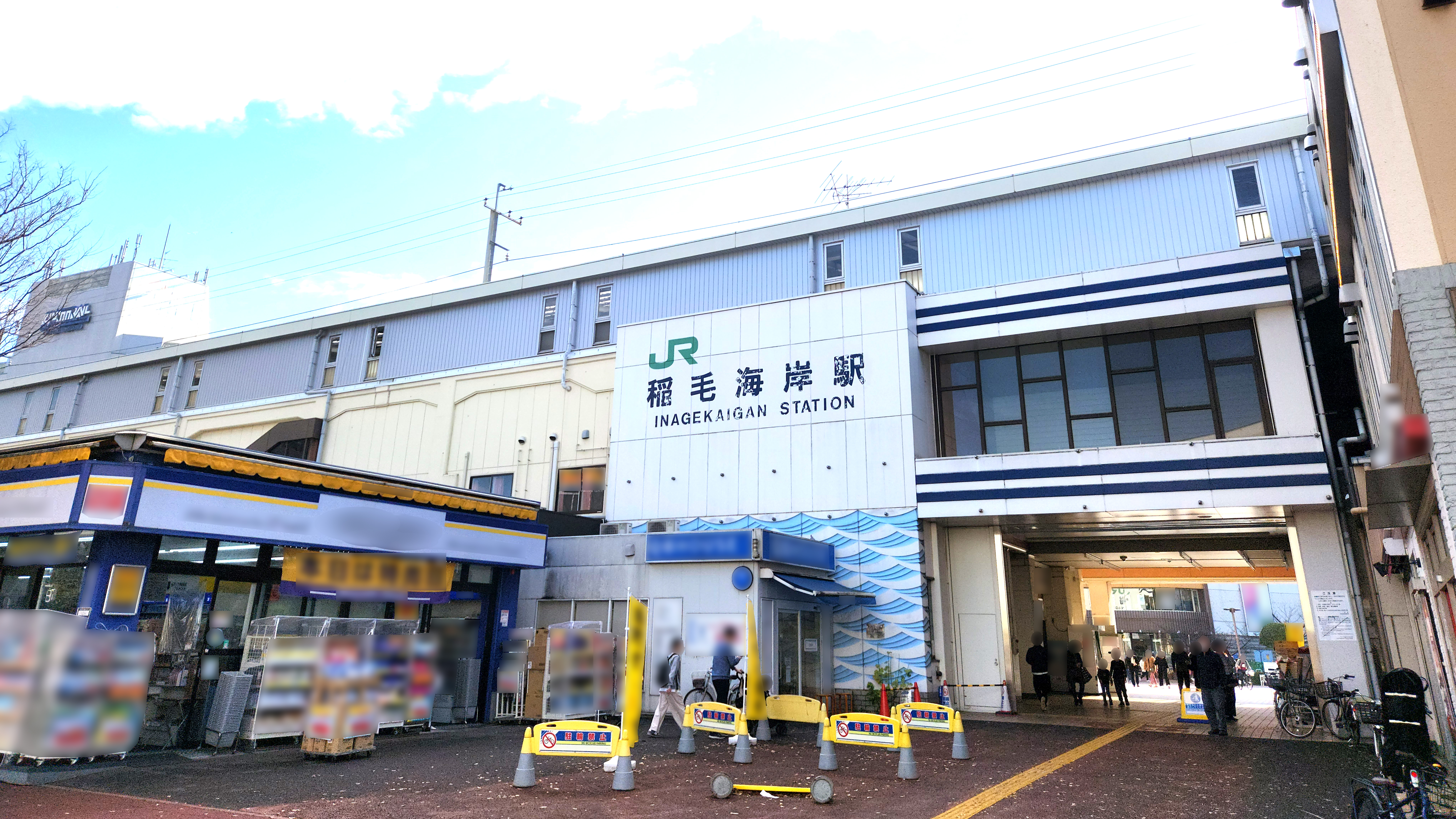
稻毛海岸車站北口(2023年12月)

稻毛海岸車站（日语：／ Inage-kaigan eki */?）是位於日本千葉縣千葉市美濱區高洲三丁目，屬於東日本旅客鐵道（JR東日本）京葉線的鐵路車站。車站編號是JE 16。是著名动漫《我的青春恋爱物语果然有问题。》、《我的青春恋爱物语果然有问题。续。》、《我的青春恋爱物语果然有问题。完。》的重要取景地。

## 車站構造
稻毛海岸車站是一座設有相對式月台一對共兩條乘車線的高架車站，站房直接設置於高架路軌的下方。為了呼應站名中的「海岸」兩字，車站外牆繪有波浪模樣的裝飾。
稻毛海岸車站所位處的地區是在東京灣內填海造陸形成的海埔新生地，原本並沒有地名。車站在1986年正式通車前曾經使用過新稻毛的臨時站名，因此附近有許多設施或商號也借用了還沒通車的車站名而命名為「新稻毛」，一直到今日還可以從部分設施的命名看到蛛絲馬跡（例如三菱東京UFJ銀行千葉支店在車站前所設的分行就是命名為「新稻毛出張所」）。

### 月台配置
| 月台 | 路線   | 方向 | 目的地                       |
| ---- | ------ | ---- | ---------------------------- |
| 1    | 京葉線 | 下行 | 蘇我、上總一之宮、木更津方向 |
| 2    | 京葉線 | 上行 | 南船橋、新木場、東京方向     |

（來源：JR東日本:車站構內圖 （页面存档备份，存于））

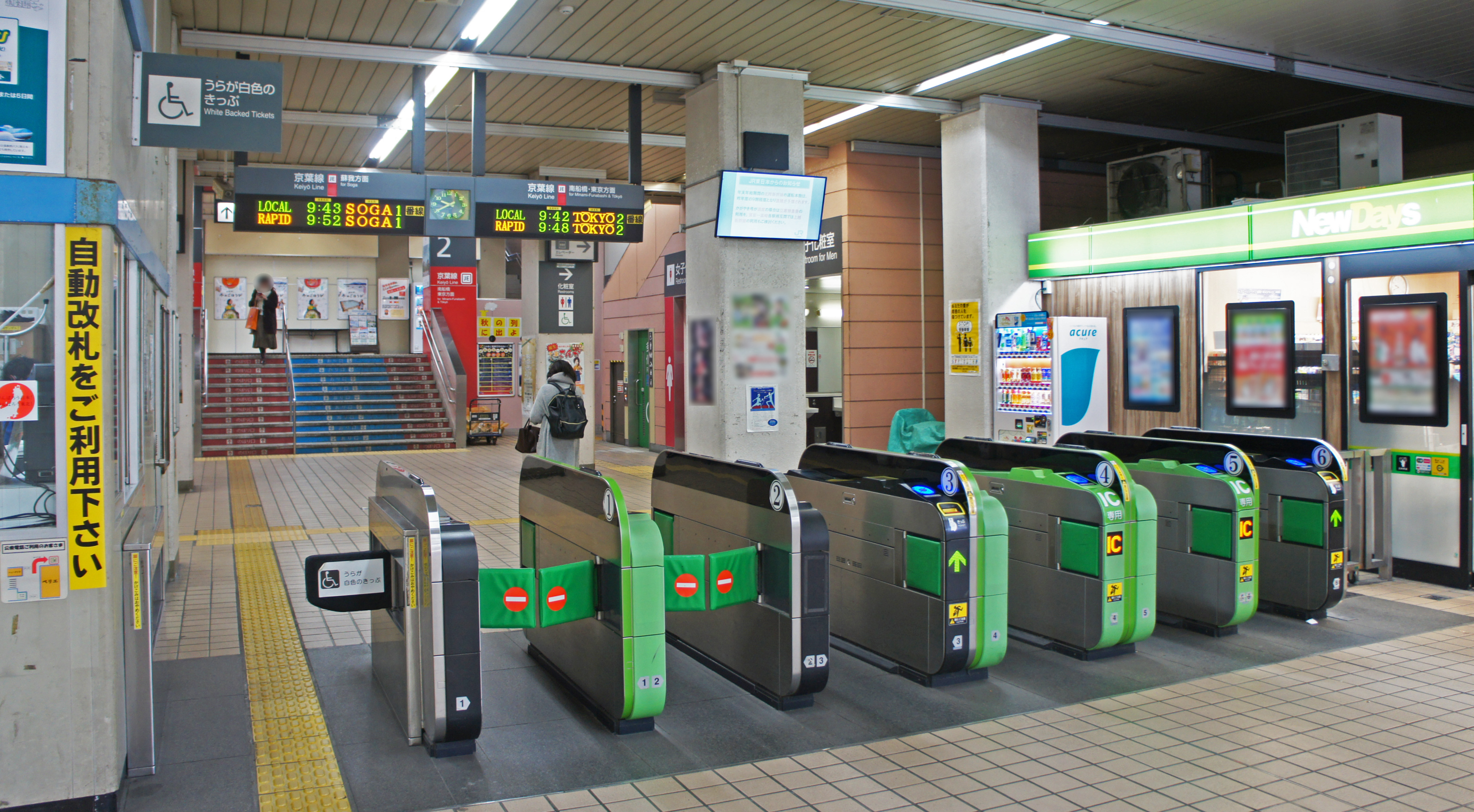
閘口（2019年12月）
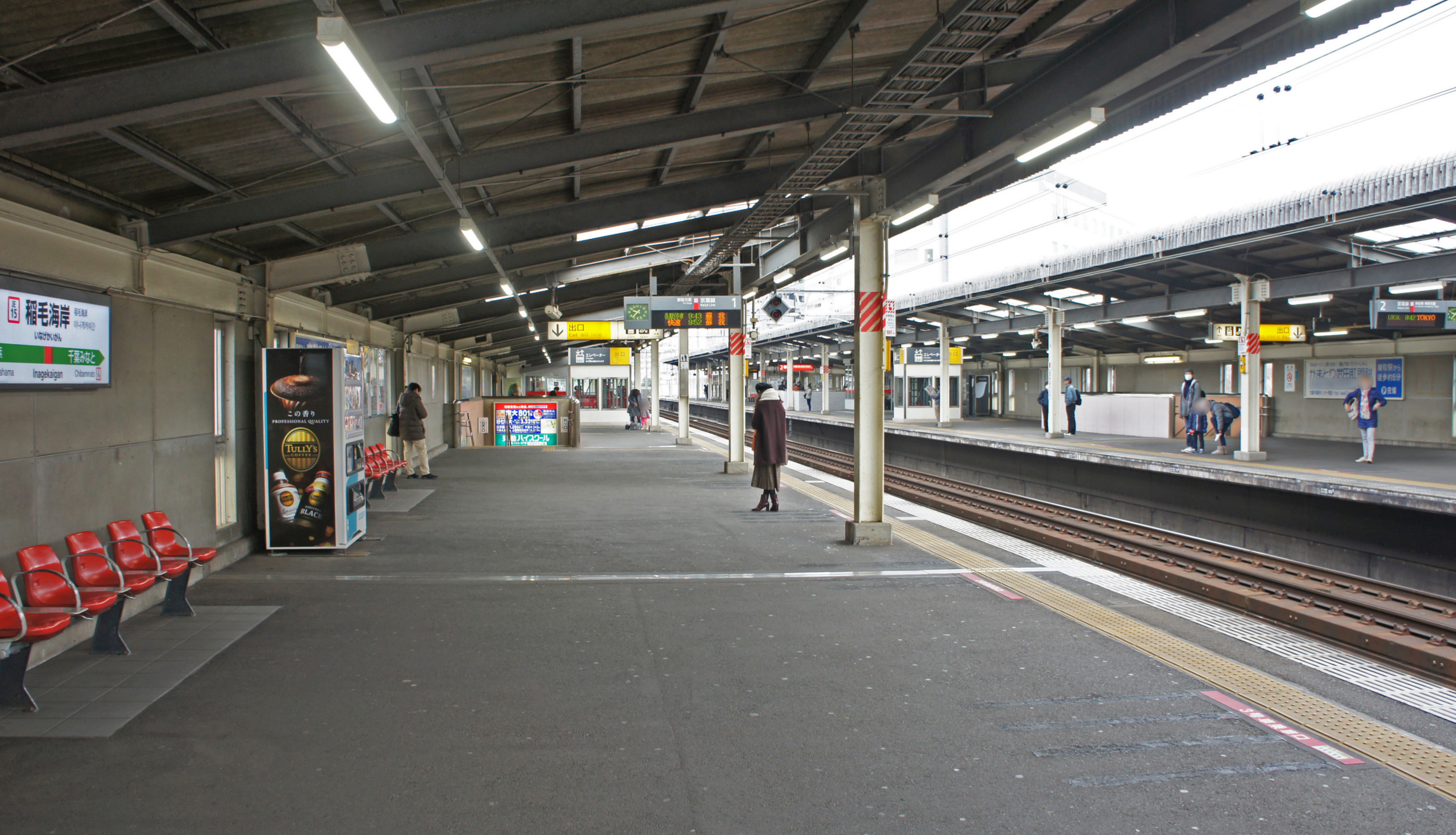
月台（2019年12月）

## 車站周邊
稻毛海岸車站位在千葉市西部的新市鎮——海濱新城（海浜ニュータウン）稻毛地區的中央地帶，周遭大都是住宅區，與因應而生的行政、商業、教育與休憩設施。
值得注意的是，車站雖名為「稻毛海岸」但實際上是位在一稱為「高濱」的臨海地區，真正的稻毛海岸位於車站北方一段距離處，而且沒有靠海。其地名中的「海岸」透露出在填海工程實施前真正的海岸線所在位置，但在經過大規模的改造之後原本的海岸線已經變成今日的內陸，所以才會出現稻毛海岸不靠海的特殊現象。

## 使用情況
2019年（令和元年）度的1日平均上車人次為21,716人。
根據JR東日本與千葉縣統計年鑑，1日的平均上車人次的推移如下表。
| 年度               | 1日平均 上車人次 | 來源     |
| ------------------ | ---------------- | -------- |
| 1985年（昭和60年） | 16,326           | [ * 1 ]  |
| 1986年（昭和61年） | 8,838            | [ * 2 ]  |
| 1987年（昭和62年） | 10,416           | [ * 3 ]  |
| 1988年（昭和63年） | 12,334           | [ * 4 ]  |
| 1989年（平成元年） | 14,465           | [ * 5 ]  |
| 1990年（平成02年） | 17,190           | [ * 6 ]  |
| 1991年（平成03年） | 18,922           | [ * 7 ]  |
| 1992年（平成04年） | 20,111           | [ * 8 ]  |
| 1993年（平成05年） | 20,840           | [ * 9 ]  |
| 1994年（平成06年） | 21,377           | [ * 10 ] |
| 1995年（平成07年） | 21,519           | [ * 11 ] |
| 1996年（平成08年） | 21,801           | [ * 12 ] |
| 1997年（平成09年） | 21,953           | [ * 13 ] |
| 1998年（平成10年） | 21,923           | [ * 14 ] |
| 1999年（平成11年） | 21,750           | [ * 15 ] |
| 2000年（平成12年） | 22,518           | [ * 16 ] |
| 2001年（平成13年） | 22,621           | [ * 17 ] |
| 2002年（平成14年） | 22,867           | [ * 18 ] |
| 2003年（平成15年） | 22,992           | [ * 19 ] |
| 2004年（平成16年） | 22,854           | [ * 20 ] |
| 2005年（平成17年） | 22,884           | [ * 21 ] |
| 2006年（平成18年） | 23,010           | [ * 22 ] |
| 2007年（平成19年） | 23,050           | [ * 23 ] |
| 2008年（平成20年） | 22,831           | [ * 24 ] |
| 2009年（平成21年） | 21,918           | [ * 25 ] |
| 2010年（平成22年） | 21,603           | [ * 26 ] |
| 2011年（平成23年） | 21,112           | [ * 27 ] |
| 2012年（平成24年） | 21,324           | [ * 28 ] |
| 2013年（平成25年） | 21,771           | [ * 29 ] |
| 2014年（平成26年） | 21,437           | [ * 30 ] |
| 2015年（平成27年） | 21,652           | [ * 31 ] |
| 2016年（平成28年） | 21,620           | [ * 32 ] |
| 2017年（平成29年） | 21,689           | [ * 33 ] |
| 2018年（平成30年） | 21,722           |          |
| 2019年（令和元年） | 21,716           |          |

備註
1. ↑  1986年3月3日開業。開業日から同年3月31日までの計29日間を集計したデータ。

## 相鄰車站
東日本旅客鐵道
 京葉線
■通勤快速
通過
■快速、■各站停車
檢見川濱（JE 15）－稻毛海岸（JE 16）－（新港信號場〔舊：千葉貨物總站〕）－千葉港（JE 17）
註：新港號誌站是在千葉貨物總站廢站拆除相關設施之後，於原址所設置的號誌站。

### 使用情況
1. ↑  千葉県統計年鑑 （页面存档备份，存于） - 千葉県
2. ↑  千葉市統計書 （页面存档备份，存于） - 千葉市

JR東日本2000年度以後上車人次
1. ↑  各駅の乗車人員（2000年度） （页面存档备份，存于） - JR東日本
2. ↑  各駅の乗車人員（2001年度） （页面存档备份，存于） - JR東日本
3. ↑  各駅の乗車人員（2002年度） （页面存档备份，存于） - JR東日本
4. ↑  各駅の乗車人員（2003年度） （页面存档备份，存于） - JR東日本
5. ↑  各駅の乗車人員（2004年度） （页面存档备份，存于） - JR東日本
6. ↑  各駅の乗車人員（2005年度） （页面存档备份，存于） - JR東日本
7. ↑  各駅の乗車人員（2006年度） （页面存档备份，存于） - JR東日本
8. ↑  各駅の乗車人員（2007年度） （页面存档备份，存于） - JR東日本
9. ↑  各駅の乗車人員（2008年度） （页面存档备份，存于） - JR東日本
10. ↑  各駅の乗車人員（2009年度） （页面存档备份，存于） - JR東日本
11. ↑  各駅の乗車人員（2010年度） （页面存档备份，存于） - JR東日本
12. ↑  各駅の乗車人員（2011年度） （页面存档备份，存于） - JR東日本
13. ↑  各駅の乗車人員（2012年度） （页面存档备份，存于） - JR東日本
14. ↑  各駅の乗車人員（2013年度） （页面存档备份，存于） - JR東日本
15. ↑  各駅の乗車人員（2014年度） （页面存档备份，存于） - JR東日本
16. ↑  各駅の乗車人員（2015年度） （页面存档备份，存于） - JR東日本
17. ↑  各駅の乗車人員（2016年度） （页面存档备份，存于） - JR東日本
18. ↑  各駅の乗車人員（2017年度） （页面存档备份，存于） - JR東日本
19. ↑  各駅の乗車人員（2018年度） （页面存档备份，存于） - JR東日本
20. ↑  各駅の乗車人員（2019年度） （页面存档备份，存于） - JR東日本

千葉縣統計年鑑
1. ↑  .   [2020-07-27]. （原始内容存档于2020-01-08）.
2. ↑  .   [2020-07-27]. （原始内容存档于2020-01-08）.
3. ↑  .   [2020-07-27]. （原始内容存档于2020-01-08）.
4. ↑  .   [2020-07-27]. （原始内容存档于2020-01-08）.
5. ↑  .   [2020-07-27]. （原始内容存档于2020-01-08）.
6. ↑  .   [2020-07-27]. （原始内容存档于2020-01-08）.
7. ↑  .   [2020-07-27]. （原始内容存档于2020-01-08）.
8. ↑  .   [2020-07-27]. （原始内容存档于2020-01-08）.
9. ↑  .   [2020-07-27]. （原始内容存档于2020-01-08）.
10. ↑  .   [2020-07-27]. （原始内容存档于2020-01-08）.
11. ↑  .   [2020-07-27]. （原始内容存档于2020-01-08）.
12. ↑  .   [2020-07-27]. （原始内容存档于2020-01-08）.
13. ↑  .   [2020-07-27]. （原始内容存档于2020-01-08）.
14. ↑  .   [2020-07-27]. （原始内容存档于2020-01-08）.
15. ↑  .   [2017-07-20]. （原始内容存档于2017-09-30）.
16. ↑  .   [2017-07-20]. （原始内容存档于2017-09-30）.
17. ↑  .   [2017-07-20]. （原始内容存档于2017-09-30）.
18. ↑  .   [2017-07-20]. （原始内容存档于2017-09-30）.
19. ↑  .   [2017-07-20]. （原始内容存档于2017-09-30）.
20. ↑  .   [2017-07-20]. （原始内容存档于2017-09-30）.
21. ↑  .   [2020-07-27]. （原始内容存档于2016-08-26）.
22. ↑  .   [2020-07-27]. （原始内容存档于2016-08-26）.
23. ↑  .   [2020-07-27]. （原始内容存档于2017-08-30）.
24. ↑  .   [2017-07-20]. （原始内容存档于2017-08-30）.
25. ↑  .   [2017-07-20]. （原始内容存档于2017-08-30）.
26. ↑  .   [2017-07-20]. （原始内容存档于2017-08-30）.
27. ↑  .   [2017-07-20]. （原始内容存档于2017-08-30）.
28. ↑  .   [2017-07-20]. （原始内容存档于2017-08-30）.
29. ↑  .   [2017-07-20]. （原始内容存档于2017-08-11）.
30. ↑  .   [2017-07-20]. （原始内容存档于2017-08-11）.
31. ↑  .   [2020-07-27]. （原始内容存档于2017-08-11）.
32. ↑  .   [2020-07-27]. （原始内容存档于2020-04-24）.
33. ↑  .   [2020-07-27]. （原始内容存档于2020-04-24）.

## 外部連結
- 車站資訊（稻毛海岸）：東日本旅客鐵道

35°37′46.2″N 140°4′26″E / 35.629500°N 140.07389°E